# Kuwait ved sommer-OL 2020
Kuwait deltog under Sommer-OL 2020 i Tokyo, som blev afviklet i perioden 23. juli til 8. august 2021.

## Medaljer
| 2020 Tokyo | Guld | Sølv | Bronze | Total |
| Kuwait     | 0    | 0    | 1      | 1     |

### Medaljevinderne
| Kuwait under sommer-OL 2020 i Tokyo | Kuwait under sommer-OL 2020 i Tokyo | Kuwait under sommer-OL 2020 i Tokyo | Kuwait under sommer-OL 2020 i Tokyo | Kuwait under sommer-OL 2020 i Tokyo |
| Medalje                             | Navn                                | Sport                               | Event                               | Dato                                |
| ----------------------------------- | ----------------------------------- | ----------------------------------- | ----------------------------------- | ----------------------------------- |
| Bronze                              | Abdullah Al-Rashidi                 | Skydning                            | Mændenes Skeetskydning              | 26. juli                            |